# 國保美貴
國保 美貴（こくぼ みき、1991年6月25日 - ）は、日本のファッションモデル。所属事務所はAIMS PRODUCTION（エイムス・プロダクション）。身長170cm。血液型はA型。三重県出身・関東在住。本名：國保 美貴（こくぼ みき）。

## 人物
- 趣味は旅行、キャンプ、ドラマ鑑賞。
- 特技はピアノ。
- エイベックス・マネジメントからAIMS PRODUCTION移籍。合わせてTwitter及びInstagramに発信を専念するためアメブロでの更新を終了。

## 出演

### ショー
- 神戸コレクション 2011 AUTUMN/WINTER
- 山本寛斎コレクション（2013年）
- GirlsAward 2015 SPRING/SUMMER
- 東京コレクション
- GOA展示会モデル

### 広告
- 花王「マジックリン」商品パッケージ（3年間）
- NTTファシリテーズソーラーパネル TV-CF
- ジョイフル恵利2012 振袖カタログモデル（2012年）
- NTTドコモプレミアムガイドブック
- ガールズスマホマガジン「MiRu」
- Panasonic公式 衣類スチーマー（NI-FS770）商品紹介（2021年）
- 三井アウトレットパーク Web動画「おうち時間充実篇」（2021年）
- 東急株式会社 「TOKYU ROYAL CLUB」Web・駅広告（2022年）

### テレビ
- 「村上マヨネーズのツッコませて頂きます!」（2014年4月 - 、関西テレビ ） - なんでやねんガールズ（レギュラー）[2]
- ホットドッグ・プレスTV（2015年4月7日 - 2016年9月27日、BS日テレ）- Hot-Dog PRESS大人女子
- ロンドンハーツ（テレビ朝日）
- 志村の夜（2017年、フジテレビ）

### ミュージック・ビデオ
- WHITE JAM「時よ止まれ」（2016年）
- ビッケブランカ「ウララ」（2018年）